# إموري غوردي جونيور
إموري غوردي جونيور (بالإنجليزية: Emory Gordy, Jr.) هو ملحن وعازف قيثارة ومنتج أسطوانات أمريكي، ولد في 25 ديسمبر 1944 في أتلانتا في الولايات المتحدة.

## وصلات خارجية
- إموري غوردي جونيور على موقع ميوزك برينز (الإنجليزية)
- إموري غوردي جونيور على موقع ميوزك برينز (الإنجليزية)
- إموري غوردي جونيور على موقع أول ميوزيك (الإنجليزية)
- إموري غوردي جونيور على موقع ديسكوغز (الإنجليزية)